# Белць (жудець)
Жуде́ць Белць — адміністративно-територіальна одиниця Румунського королівства на півночі Бессарабії 1925—1938 та 1941—1944 років зі столицею у Бельцях.
Межував із жудцем Сороки на сході, Оргіїв — на південному сході, Лепушна і Ясси — на південному заході, Ботошані — на північному заході та Хотин — на півночі.

## Історія
Внаслідок унії Бессарабії з Румунією 1918 року територія жудця ввійшла до складу Великої Румунії. 1925 року офіційно утворено жудець Белць.
Після адміністративно-конституційної реформи 1938 року жудець об'єднали з 8 іншими жудцями в новостворений цинут Прут.
У червні 1940 року внаслідок пакту Молотова — Ріббентропа Румунія була вимушена поступитися Бессарабією та Північною Буковиною (включно з повітом Белць) на користь Радянського Союзу, що привело до створення Молдавської Радянської Соціалістичної Республіки. В липні 1941 року внаслідок спільних німецько-румунських військових дій територія повернулася під румунське управління, увійшовши в статусі жудця до складу Бессарабського губернаторства. Було створено військову адміністрацію, а місцеве єврейське населення було або страчено на місці, або депортовано в Трансністрію, де теж багато кого було знищено. 1944 року Червона Армія вибила німецько-румунських загарбників із молдовської землі і територія жудця знову потрапила під радянське управління. 12 вересня 1944 року Румунія підписала з союзниками по антигітлерівській коаліції Московське перемир'я, яким, а також наступним мирним договором 1947 року підтверджено радянсько-румунський кордон станом на 1 січня 1941 року. 1991 року територія повіту разом із рештою Молдавської РСР увійшла до складу незалежної Молдови.

## Устрій

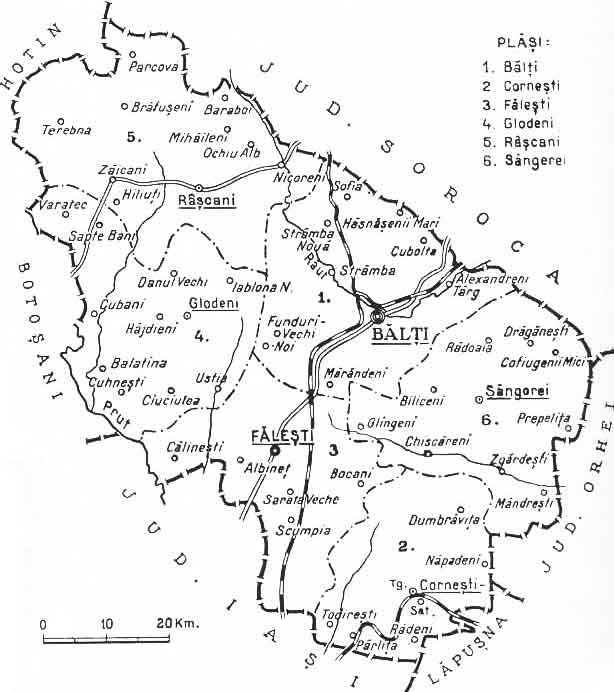
Карта Бельцького повіту на час утворення в 1938 році

Спочатку жудець поділявся на три райони (рум. plăși):
- Фалешти (з центром в однойменному місті)
- Ришкани (з центром в однойменному місті)
- Слобозія (центр — Слобозія-Белць)

Пізніше Бельцький жудець зазнав адміністративної реорганізації. Кількість районів зросла до шістьох шляхом розпуску району Слобозія та створення чотирьох нових районів:
- Белць (з осідком у Бельцях)
- Корнешти (з осідком в однойменному місті)
- Глодяни (з осідком в однойменному місті)
- Синжерея (з осідком в однойменному місті)

За переписом населення восени 1941 р. повіт мав такий адміністративний устрій:
1. муніципій Белць
2. район Белць
3. район Корнешти
4. район Фалешти
5. район Глодяни
6. район Ришкани

## Населення
За даними перепису 1930 року, населення повіту становило 386 476 людей, із яких 70,1 % румунів, 12,0 % росіян, 8,2 % євреїв, 7,6 % українців, а також деякі дрібніші меншини. У релігійному відношенні населення складали 89,3 % православних, 8,3 % юдеїв, 0,8 % римокатоликів і деякі дрібніші громади.

### Містяни
Міських жителів повіту налічувалося 30 570 душ, із яких 46,5 % євреїв, 29,0 % румунів, 17,7 % росіян, 3,2 % поляків та ін. За рідною мовою міське населення розподілилося так: ідиш (45,5%), румунська (28,1%), російська (21,7%), польська (2,0%), українська (1,1%) та ін. У релігійному відношенні міські жителі складалися з 47,1 % православних, 46,6 % юдеїв, 4,1 % римокатоликів тощо.
Дані перепису 1941 року під час Другої світової війни засвідчили, що населення повіту налічувало 407 930 осіб, із яких 80,44% становили етнічні румуни, 14,38% українці, 3,11% росіяни, 0,78% поляки, 0,72% євреї, а також інші дрібніші меншини.